# One Way Home
One Way Home è il terzo album in studio del gruppo musicale statunitense The Hooters, pubblicato nel 1987.

## Tracce
1. Satellite – 4:19 (Rob Hyman, Eric Bazilian, Rick Chertoff)
2. Karla with a K – 4:42 (The Hooters)
3. Johnny B – 4:01 (Hyman, Bazilian, Chertoff)
4. Graveyard Waltz – 6:29 (Hyman, Bazilian, Chertoff)
5. Fightin' on the Same Side – 4:09 (Hyman, Bazilian, Chertoff)
6. One Way Home – 5:56 (Hyman, Bazilian)
7. Washington's Day – 5:52 (Hyman, Bazilian, Chertoff, Willie Nile)
8. Hard Rockin Summer – 3:03 (Hyman, Bazilian)
9. Engine 999 – 4:11 (Hyman, Bazilian, Chertoff)

## Formazione
- Eric Bazilian – voce (1,2,6-8), chitarra, basso (eccetto 1,6), mandolino, sassofono, armonica
- Rob Hyman – voce (3-5, 8,9), tastiera, melodica
- Andy King – basso, voce
- John Lilley – chitarra
- David Uosikkinen – batteria